# Poimenesperus gillieri
Poimenesperus gillieri là một loài bọ cánh cứng trong họ Cerambycidae.